# Serravalle di Chienti
Serravalle di Chienti település Olaszországban, Marche régióban, Macerata megyében. Lakosainak száma 1039 fő (2023. január 1.). Serravalle di Chienti Camerino, Fiuminata, Foligno, Monte Cavallo, Muccia, Nocera Umbra, Pieve Torina, Sefro és Visso községekkel határos.

## Népesség
A település lakossága az elmúlt években az alábbi módon változott:
| Lakosok száma | 1050 | 1056 | 1039 |
|               | 2017 | 2018 | 2023 |